# Master of Evil
Master Of Evil är det första släppet av kulthårdrocksbandet Mindless Sinner. Den släpptes som EP 1984 och igen med extramaterial 2003.

## Låtarna
1. Broken Freedom (4:24)
2. Key Of Fortune (2:46)
3. Master Of Evil (4:47)
4. Screaming For Mercy (4:19)

### På återutgåvan
1. Broken Freedom (4:24)
2. Key Of Fortune (2:46)
3. Master Of Evil (4:47)
4. Screaming For Mercy (4:19)
5. Broken Freedom (Live '83) (4:30)
6. Key Of Fortune (Live '83) (2:47)
7. Screaming For Mercy (Live '83) (3:49)
8. Master Of Evil (Live '83) (4:42)
9. Taking My Life Away (Demo) (4:15)
10. Mindless Sinner (Demo) (4:57)
11. Higher And Higher (Demo) (4:40)
12. We All Go Back (Demo) (3:28)
13. Heavy Metal Will Never Die (Demo) (3:42)
14. City Games (Demo) (4:55)
15. Master Of Evil (Live '02) (4:37)
16. Broken Freedom (Live '02) (3:37)
17. Screaming For Mercy (Live '02) (3:57)
18. Mindless Sinner (Live '83) (5:04)
19. City Games (Live '83) (3:57)

## Medverkande
Spår 1-8:
- Lead vocals: Christer Göransson
- Lead & rhythm guitar: Magnus Danneblad
- Lead & rhythm guitar: Jerker Edman
- Bass: Anders Karlsson
- Drums: Tommy Viktorsson

Spår 9:
- Lead vocals: Christer Göransson
- Lead guitar: Magnus Danneblad
- Rhythm guitar: Anders Karlsson
- Bass: Magnus van Wassenaar
- Drums: Tommy Viktorsson

Spår 10-14, 18 & 19:
- Lead vocals: Christer Göransson
- Lead & rhythm guitar: Magnus Danneblad
- Bass: Anders Karlsson
- Drums: Tommy Viktorsson

Spår 15-17:
- Lead vocals: Christer Göransson
- Lead & rhythm guitar: Magnus Danneblad
- Lead & rhythm guitar: Jerker Edman
- Bass: Christer Carlson
- Drums: Tommy Viktorsson